# Savinjska
Savinjska is een statistische regio in Slovenië. De regio's vormen in Slovenië geen bestuursniveau: Slovenië kent slechts het gemeentelijke en landelijke bestuur.
Tot Savinjska behoren de volgende gemeenten:
| - Bistrica ob Sotli - Braslovče - Celje - Dobje - Dobrna - Gornji Grad - Kozje - Laško | - Ljubno - Luče - Mozirje - Nazarje - Podčetrtek - Polzela - Prebold - Radeče | - Rogaška Slatina - Rogatec - Solčava - Slovenske Konjice - Šentjur pri Celju - Šmarje pri Jelšah - Šmartno ob Paki - Šoštanj | - Štore - Tabor - Velenje - Vitanje - Vojnik - Vransko - Zreče - Žalec |

Gorenjska · Goriška · Jugovzhodna Slovenija · Koroška · Notranjskokraška · Obalnokraška · Osrednjeslovenska · Podravska · Pomurska · Savinjska · Spodnjeposavska · Zasavska